# Believe (니시노 카나의 노래)
〈Believe〉(빌리브)는 일본의 여성 가수 니시노 카나의 20번째 싱글로, 2013년 6월 5일에 SME 레코드에서 발매되었다. 표제곡 〈Believe〉는 하우스 웰니스 푸드의 음료 〈C1000〉의 광고 노래로도 사용되었다.

## 수록곡
| #            | 제목         | 재생 시간 |
| ------------ | ------------ | --------- |
| 1.           | 〈Believe〉  | 3:51      |
| 2.           | 〈Rainbow〉  | 4:51      |
| 3.           | 〈Story〉    | 4:00      |
| 총 재생 시간 | 총 재생 시간 | 12:42     |